# Verlag Theodor Steinkopff
Der Verlag Theodor Steinkopff Dresden war ein Verlag im Deutschen Reich und in der DDR, in dem vorwiegend Fachbücher und Fachzeitschriften publiziert wurden.

## Geschichte
|               | Titelanzahl (Bände) | Gesamtseitenzahl | Abbildungen |
| ------------- | ------------------- | ---------------- | ----------- |
| Bücher        | 424                 | 109.248          | 18.617      |
| Zeitschriften | 132                 | 59.352           | 11.876      |
| Σ             | 556                 | 168.600          | 30.493      |

Der Verlag wurde am 1. Januar 1908 von Theodor Steinkopff gegründet und war in Dresden ansässig. Zudem besaß der Verlag eine Zweigstelle in Leipzig. In seinem Programm widmete sich der Verlag besonders dem Thema Kolloidchemie. Daneben erschienen medizinische Fachbücher und andere naturwissenschaftliche Publikationen. Ab 1937 führte der Verlag das Archiv für Kreislaufforschung.
Nach dem Zweiten Weltkrieg blieb der Verlag in Dresden bestehen. Zu seinem Programm gehörten weiterhin vorwiegend medizinische Veröffentlichungen sowie geologische Führer. Darüber hinaus erschien unter anderem das Archiv für Geschwulstforschung – Organ für Krebsforschung, Krebsbekämpfung und Krebsstatistik mit bis zu vier Heften je Band und bis zu zwei Bänden im Jahr als Zeitschrift. Der Verlag wurde 1978 aufgelöst.
Parallel dazu gab es den – ursprünglich von Dietrich Steinkopff in Wiesbaden als Zweigstelle gegründeten – Verlag gleichen Namens in der Bundesrepublik. Später wurde diese Zweigstelle in Darmstadt ansässig. Im Jahr 1980 wurde der Dietrich Steinkopff Verlag vom Julius Springer Verlag übernommen und zunächst weitergeführt. 2010 führte Springer mehrere seiner medizinischen Einzelverlage – darunter auch den Steinkopff Verlag – unter der Dachmarke Springer Medizin zusammen. Die bis Ende 2009 im Steinkopff-Programm erschienenen Bücher und Fachzeitschriften erschienen danach unter Springer Medizin.